# María Paula Romo
María Paula Romo Rodríguez (Quito, 4 de junio de 1979) es una abogada y política ecuatoriana. Fue Ministra de Gobierno de Ecuador durante el gobierno de Lenín Moreno, desde el 8 de septiembre de 2018 hasta el 24 de noviembre de 2020. Durante la pandemia de COVID-19 presidió el Comité de Operaciones de Emergencia Nacional (COE-N); coordinando acciones y estrategias interinstitucionales para la atención de la emergencia sanitaria en Ecuador, función que ejerció junto con el de ministra hasta su destitución por supuesto uso de bombas lacrimógenas caducadas durante las manifestaciones de 2019.
Fue miembro de la Asamblea Constituyente de 2007 que redactó la actual Constitución ecuatoriana. En 2009 fue elegida asambleísta provincial de Pichincha. En este período creó y presidió la Comisión Especializada de Justicia y Estructura del Estado. En el 2011 la revista Foreign Policy la escogió como uno de los nuevos rostros del pensamiento iberoamericano por su compromiso con las mujeres y los Derechos Humanos.

## Biografía
Nació en la ciudad de Quito, de padre ibarreño y madre lojana. A los 6 años de edad se trasladó a la ciudad de Loja, donde pasó su infancia y su adolescencia.
María Paula Romo realizó sus estudios de pregrado en leyes en la Universidad San Francisco de Quito, institución en la que fue elegida presidenta del Consejo Universitario y en la posteriormente se desempeñó como catedrática universitaria a los 23 años de edad. Obtuvo adicionalmente un masterado en Gobierno y Administración Pública por la misma institución.

### Primeros años en la política
En agosto de 2004 fundó junto con otros jóvenes el grupo político de izquierda "Ruptura de los 25", nombre que nació de la conmemoración de los 25 años de retorno a la democracia en Ecuador. Un año después el grupo participó en conjunto con la Rebelión de los forajidos en el derrocamiento del entonces presidente Lucio Gutiérrez.
A finales de 2006 pasan a formar parte de la coalición Alianza País que buscaba la elección como presidente del economista Rafael Correa, el mismo que ganó las elecciones presidenciales con el 56,67% de los votos. 

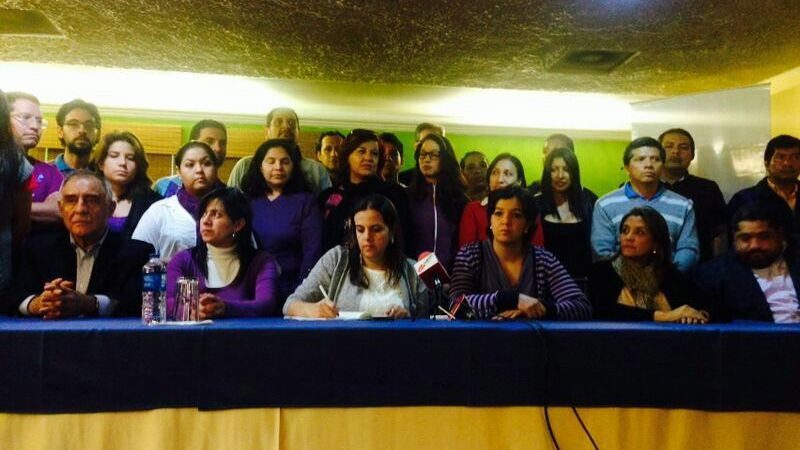
Rueda de prensa de Ruptura 25 en Cuenca, en julio de 2014.

En las elecciones de septiembre de 2007, María Paula Romo obtuvo una curul en la Asamblea Constituyente que elaboró la Carta Magna actual del país, en la misma se desempeñó como vicepresidenta de la mesa de Legislación y fiscalización. Otros miembros elegidos del movimiento Ruptura fueron Alexandra Ocles y Norman Wray.
En 2007 formó parte de la Comisión de Juristas del Consejo Nacional de Educación Superior (Conesup), que elaboró un proyecto de Constitución para la Asamblea Constituyente. Un año después fue elegida asambleísta por la provincia de Pichincha en las elecciones legislativas de 2009. 
Durante su paso por la Función Legislativa se desempeñó como presidenta de la Comisión Especializada de Justicia y Estructura del Estado desde agosto de 2009 hasta julio de 2011. Romo además fue parte de la creación y coordinación del Grupo Parlamentario por los Derechos de las Mujeres en la Asamblea Nacional.

### Distanciamiento de Alianza PAIS
En abril de 2010 un grupo de asambleístas, en los que se contaba a María Paula Romo, intentó fallidamente entablar un juicio político contra el entonces fiscal general Washington Pesántez por incumplimiento de sus funciones. El presidente Correa se mostró a favor de archivar el pedido de juicio y esto provocó asperezas dentro del bloque de Alianza País, que en ese entonces aún incluía a los miembros de Ruptura 25. En los días del incidente, el fiscal Pesántez hizo fuertes declaraciones atacando a los miembros de Ruptura.
Pero el altercado que separó los grupos de forma definitiva fue la consulta popular realizada por el expresidente Correa en el año 2011, consulta a la que se oponían los integrantes de Ruptura. Luego de anunciar su separación del gobierno, el grupo presentó una resolución que incluía la siguiente declaración: "El presidente no puede excederse en sus funciones. En el ejercicio del poder, debemos estar dispuestos a reconocer límites. Es por eso que no encontramos justificación para la consulta popular propuesta."
En las elecciones legislativas de 2013, María Paula Romo se postuló como candidata a asambleísta por la primera circunscripción de la provincia de Provincia de Pichincha por Ruptura 25, pero no logró conservar su curul.

## Ministra de Gobierno
El 31 de agosto de 2018 fue nombrada Ministra del Interior por el presidente, Lenín Moreno, en reemplazo de Mauro Toscanini. Fue la primera mujer en ocupar este cargo. Durante su posesión aseveró que entre los ejes prioritarios de su gestión en el ministerio estaría el combate contra los delitos sexuales contra menores, los crímenes de violencia contra las mujeres y los casos de personas desaparecidas.
Desde el 3 de diciembre de 2018, el presidente Lenín Moreno anunció el proceso de creación del Ministerio de Gobierno, que incluiría a las anteriores entidades de la Secretaría de la Gestión Política y el Ministerio del Interior, presidido por Romo. Con esto se dio paso a que, aún en funciones como ministra del Interior, asuma el encargo de la cartera de estado de la Gestión Política.
El 11 de abril de 2019 se confirmó la creación del Ministerio de Gobierno, suprimiendo la Secretaría de Gestión de la Política, convirtiéndose Romo en la primera ministra de Gobierno desde el 2009.

### Seguridad ciudadana
Durante su gestión, se elaboró y expidió el Plan Nacional de Seguridad Ciudadana y Convivencia Pacífica 2019 – 2030.  Un plan innovador y de vanguardia en materia de seguridad, al abordarla de una manera integral y en un horizonte de tiempo que permite que sus objetivos se alineen con aquellos de los objetivos de desarrollo sostenible.  
Sin embargo, también se conoce que durante su gestión se presentaron nuevas masacres carcelarias producto de la pérdida de control en las mismas.

### Minería ilegal
Romo lideró el mega operativo contra la minería ilegal en la parroquia de Buenos Aires, provincia de Imbabura. Esta zona había crecido en conflictividad y violencia a raíz de la actividad de minería ilegal en una zona en que existe una gran reserva de oro y se encuentra no muy lejos de la superficie. El operativo de desalojo concitó gran atención pues se temía enfrentamientos violentos por la gran cantidad de intereses en juego. Finalmente la Policía, con respaldo de las Fuerzas Armadas en ciertos puntos, logró evacuar a más de 5000 personas de las minas. 

### Cooperación internacional
Durante su gestión, y en la línea del Gobierno Nacional de acercar relaciones con los Estados Unidos, se firmaron varios compromisos y acuerdos de cooperación con las entidades de seguridad de ese país. Probablemente el más significativo el relacionado al uso del radar –avión Orión P3 para controlar el narcotráfico en la zona marítima. Además, se coordinó un cronograma de capacitación de la Policía, que inició en enero de 2020. Como parte de este calendario, 500 agentes partieron hacia Estados Unidos para formarse en distinta materias de seguridad.

### Plan de acción contra la trata de personas
El 18 de diciembre del 2019, el Ministerio de Gobierno, junto a la Organización Internacional para las Migraciones (OIM) y la Embajada de Estados Unidos en Ecuador, lanzaron el Plan de Acción contra la Trata de Personas 2019-2030. Este plan significó una actualización de la política pública para enfrentar los delitos de trata de personas y tráfico ilegal de migrantes; no solo desde el ámbito de la seguridad, sino desde un eje de prevención, para proteger a las personas en situación de mayor vulnerabilidad ante estos crímenes. 

### Protestas de octubre del 2019
Romo estuvo frente a la Policía durante las Manifestaciones en Ecuador de 2019, señaladas por el propio Presidente Moreno como un intento de golpe de Estado y en las que estuvieron involucrados los actores políticos del correísmo.  Durante estas jornadas fallecieron al menos diez personas, y  la ministra fue duramente criticado por agrupaciones indígenas, quienes exigieron al presidente Moreno la salida de Romo y del ministro de defensa, Oswaldo Jarrín, acusando a ambos de haber cometido "violencia desmedida contra el pueblo" y "terrorismo de Estado". El bloqueo de vías y la toma de instalaciones estratégicas durante las jornadas de protesta provocaron pérdidas por más de 800 millones de dólares y una significativa fractura en la sociedad ecuatoriana.

### Corrupción en el ISSPOL
El 2 de junio de 2020, Romo, como Ministra de Gobierno, a través de una rueda de prensa pública denunció un manejo oscuro en los fondos del ISSPOL, además puso en conocimiento que toda la información fue remitida a las autoridades de control para la investigación del caso. Según Romo, la estafa a la institución encargada de la seguridad social policial ascendió a los 950 millones de dólares e involucró a actores relevantes del mercado de valores ecuatoriano, entre ellos del Depósito Descentralizado de Valores (DECEVALE). Actualmente la investigación continúa tanto en Ecuador como en Estados Unidos. El principal acusado del manejo opaco de los fondos del ISSPOL, el intermediario financiero Jorge Chérrez se encuentra con difusión roja emitida por la INTERPOL desde septiembre de 2022. Además, Luis Álvarez Villamar, exgerente del Depósito Descentralizado de Valores (DECEVALE) se declaró culpable ante un juzgado del estado de la Florida y se encuentra brindando cooperación a la justicia estadounidense. Por otro lado, el exdirector de riesgos del ISSPOL, John Luzuriaga, el 2 de febrero de 2022 aceptó los cargos por conspiración para el lavado de activos ante una Corte del Distrito Sur de Florida en Estados Unidos. Luzuriaga aceptó haber recibido USD 1,39 millones en coimas pagadas por Jorge Chérrez.

## Juicio Político
En la Asamblea Nacional del Ecuador, legisladores de las bancadas Correísta y Partido Social Cristiano respaldaron la solicitud de juicio político planteada por los legisladores Roberto Gómez y Amapola Naranjo. La acusación fue la de incumplir funciones durante las protestas de octubre de 2019, por el supuesto uso de bombas lacrimógenas caducadas por parte de la Policía Nacional. El 24 de noviembre de 2020, con 104 votos a favor, la Asamblea aprobó la censura y destitución de la ministra de Gobierno. El principal argumento de Romo fue que detrás de su salida se encontraban muchos intereses  que nada tenían que ver con las bombas lacrimógenas usadas en octubre y que defendía la democracia ante "violencia política" proveniente del movimiento indígena.
Tras ser destituida, el entonces presidente Moreno agradeció, a través de una cadena nacional, la gestión de Romo, y anunció la misma noche de su destitución que el general en servicio pasivo, Patricio Pazmiño Castillo ocuparía el cargo de Ministro de Gobierno, convirtiéndose así en el primer policía (en servicio pasivo) en desempeñar esta función. 

## Vida académica
María Paula Romo fue decana de las Facultades de Jurisprudencia y Ciencias Sociales y Comunicación de la Universidad Internacional del Ecuador en el período 2013 - 2017. Ha sido catedrática universitaria en varias universidad de pregrado y posgrado en Ecuador, entre ellas la Universidad de las Américas (2011 - 2013), la Universidad Central del Ecuador (2012) y la Universidad Andina Simón Bolívar.